# Rejon bobrujski
Rejon bobrujski (biał. Бабруйскі раён) – rejon w centralnej Białorusi, w obwodzie mohylewskim. Leży na terenie dawnego powiatu bobrujskiego.
Miejscowości rejonu: Hanczarouka.